# Lechterke
Lechterke ist ein Ortsteil der Gemeinde Badbergen im Norden des niedersächsischen Landkreises Osnabrück. Bis zum 30. Juni 1972 war Lechterke eine selbstständige Gemeinde.

## Lage

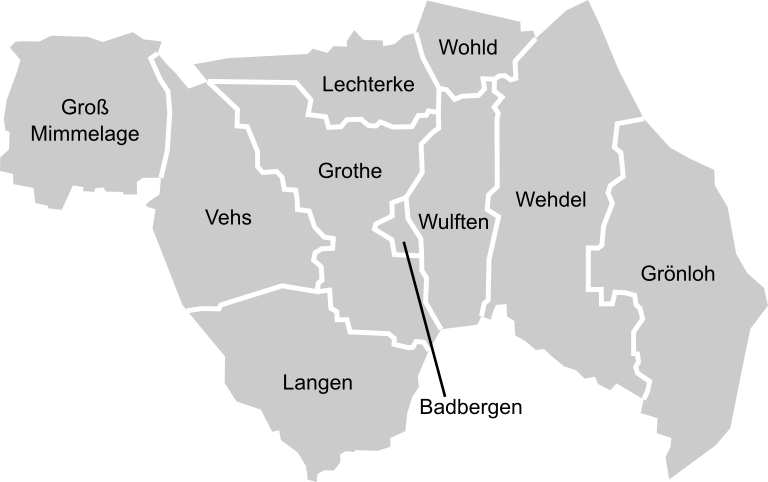
Ortsteile Badbergen

Der Ort liegt am nördlichen Rand der Gemeinde nördlich des Kernortes Badbergen an der B 68. Am nördlichen Ortsrand fließt die Kleine Hase. Östlich schließt Wohld als kleinster Badbergener Ortsteil an.

## Baudenkmale
In der Liste der Baudenkmale in Lechterke mit Wohld sind 13 Höfe, vier Einzeldenkmale, drei ehemalige Höfe und ein ehemaliges Baudenkmal aufgeführt.